# Lophodaxa labandina
Lophodaxa labandina là một loài bướm đêm trong họ Noctuidae.